# Stanisław Biełkowski
Stanisław Aleksandrowicz Biełkowski (ros. Станислав Александрович Белковский, ur. 7 lutego 1971 w Moskwie) – rosyjski publicysta i politolog, technolog polityczny, dyrektor pozarządowego Instytutu Strategii Narodowej, kolumnista gazety Moskowskij Komsomolec, stały gość programów radia Echo Moskwy, prezenter telewizji Dożd, autor ponad dziesięciu książek publicystycznych oraz przynajmniej jednej fabularnej. W czasach kampanii wyborczej 2018 roku był głównym konsultantem i rzecznikiem kandydata na prezydenta Rosji Ksienii Sobczak. Jest poliglotą, swobodnie posługuje się pięcioma językami, w tym językiem polskim.

## Życiorys
Urodził się w Moskwie w rodzinie Polaka i Żydówki. Ukończył studia na Wydziale Cybernetyki Ekonomicznej Moskiewskiego Instytutu Zarządzania. W 1999 roku utworzył Agencję Informacji Politycznych, gdzie do 2004 roku pełnił obowiązki redaktora naczelnego. W latach 2004–2005 zaczął występować jako krytyk reżimu Putina. Zdaniem Stanisława Biełkowskiego, ten reżim jest skorumpowany i antydemokratyczny. W swojej książce Władimir: Cała prawda o Putinie, przetłumaczonej na język niemiecki, Biełkowski twierdzi, że kluczem do zrozumienia osobowości prezydenta Rosji jest jego dzieciństwo.

## Życie prywatne
Jest żonaty, ma syna.